# John Hely-Hutchinson, 2:e earl av Donoughmore
John Hely-Hutchinson, 2:e earl av Donoughmore, född den 15 maj 1757, död den 29 juni 1832, var en brittisk militär, bror till Richard Hely-Hutchinson, 1:e earl av Donoughmore, farbror till John Hely-Hutchinson, 3:e earl av Donoughmore.
Hely-Hutchinson inträdde vid kavalleriet 1774, blev regementschef 1794 och general 1813. Hutchinson deltog som fördelningschef i expeditionen till Egypten 1801 och övertog efter Ralph Abercrombys död överbefälet, intog Kairo och 2 september samma år Alexandria och hade vid årets slut rensat Egypten från fiender. För sina förtjänster upphöjdes Hutchinson till baron och erhöll en stor pension. Han användes sedan i diplomatiska uppdrag och var 1807 ambassadör i Ryssland.